# William Wright Southgate

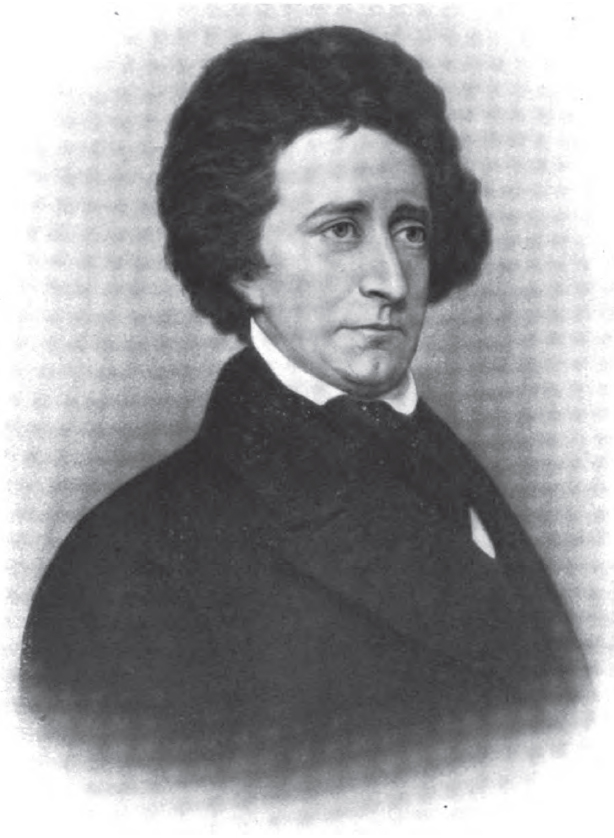
William Wright Southgate

William Wright Southgate (* 27. November 1800 in Newport, Kentucky; † 26. Dezember 1849 in Covington, Kentucky) war ein US-amerikanischer Politiker. Zwischen 1837 und 1839 vertrat er den Bundesstaat Kentucky im US-Repräsentantenhaus.

## Werdegang
William Southgate genoss eine private Schulausbildung. Danach studierte er am Transylvania College in Lexington. Zwischenzeitlich wurde er in Covington ansässig. Nach einem Jurastudium und seiner 1821 erfolgten Zulassung als Rechtsanwalt begann er in Lexington in diesem Beruf zu arbeiten. Zwischen 1825 und 1827 war er auch Bezirksstaatsanwalt. Neben seinen juristischen Tätigkeiten begann Southgate auch eine politische Laufbahn. In den Jahren 1827, 1832 und 1836 saß er als Abgeordneter im Repräsentantenhaus von Kentucky. Mitte der 1830er Jahre schloss er sich der damals neugegründeten Whig Party an.
Bei den Kongresswahlen des Jahres 1836 wurde Southgate im 13. Wahlbezirk von Kentucky in das US-Repräsentantenhaus in Washington, D.C. gewählt, wo er am 4. März 1837 die Nachfolge von Richard Mentor Johnson antrat. Bis zum 3. März 1839 absolvierte er aber nur eine Legislaturperiode im Kongress. Nach seinem Ausscheiden aus dem US-Repräsentantenhaus praktizierte er wieder als Anwalt. William Southgate starb überraschend am 26. Dezember 1849 in Covington. Er war mit Adaliza Keene verheiratet, mit der er 13 Kinder hatte.